# بیرالی
بیرالی یک منطقهٔ مسکونی در ارمنستان است که در استان آرارات واقع شده‌است.